# Бібліотекар пам'яті: та інші історії брудного комп'ютера
«Бібліотекар пам'яті: та інші історії брудного комп'ютера» (англ. The Memory Librarian: And Other Stories of Dirty Computer) — збірка короткої прози Жанель Моне, написана у співпраці з Йоханкою Дельгадо, Євою Л. Юінг, Алаєю Дон Джонсон, Денні Лор і Шері Рене Томас. Збірку описують як афрофутуристичну та кіберпанківську, вона є дебютним літературним твором Моне. Збірка заснована на світі її альбому Dirty Computer 2018 року, а також супровідного короткометражного фільму з такою ж назвою. Книга отримала схвальні відгуки критиків.

## Сюжет

### «Бібліотекар пам'яті»
Алай Дон Джонсон
Сешет — квір-темношкіра жінка, яка працює в «Новому світанку» на посаді головної бібліотекарки пам'яті. Вона працює над дотриманням правил «Нового світанку», видаляючи та маніпулюючи спогадами населення, хоча й заплющує очі на деякі повстанські групи, які вона вважає нешкідливими. Система збору пам'яті «Нового Світанку» засмічується, і Сешет починає розслідування. Вона дізнається, що її коханий Алетія — повстанець, який змішував хімікати для нейтралізації зброї «Нового світанку». Сешет починає ставити під сумнів своє місце в системі «Нового світанку».

### «Неважливо»
Денні Лор
Після втечі з «Нового світанку» Джейн 57821 живе в готелі «Пінк» з кількома іншими людьми, зокрема зі своєю подругою Нір. «Пінк» — це притулок для жінок і людей, які прагнуть втекти від тоталітаризму «Нового світанку». Готель зраджує Рапсодія, мешканка, яка не хоче, щоб у ньому жили небінарні мешканці, такі як Нір. «Новий світанок» атакує, але мешканці дають йому відсіч.

### «Timebox»
Єва Л. Юінг
Рейвен і Акіла — дві жінки з дуже різним походженням, які вперше разом винаймають квартиру. Рейвен — студентка медсестра, якій ніколи не вистачає часу; Акіла — художниця та активістка. Вони виявляють, що шафа в їхній квартирі перебуває поза часом, і обговорюють, як найкраще використати цю силу. Акіла хоче зробити час суспільним ресурсом, щоб покінчити з капіталізмом, тоді як Рейвен спочатку хоче використати його для себе. Управитель квартири замикає Акілу в шафі, а Рейвен залишає на самоті.

### «Зберегти зміни»
Йоханка Дельгадо
Сестри Ембер і Ларрі піклуються про свою матір з інвалідністю Діану. Діана перебуває під домашнім арештом у «Новому світанку» і демонструє нестабільну поведінку після невдалого стирання пам'яті. У Ембер є шматочок каменю ларимар, який вона може використовувати для відмотування часу в разі надзвичайної ситуації. Однак камінь можна використати лише один раз. Ларрі зустрічається з жінкою на ім'я Наталі всупереч правилам «Нового світанку». Амбер і Ларрі потрапляють на нелегальну вечірку. Ларрі заарештовують. Діана виявляє, що роками симулювала свої поведінкові проблеми. Амбер активує камінь. Повертаючись до початку історії, Амбер, Ларрі та Діана тікають, щоб приєднатися до опору проти «Нового світанку».

### «Таймбокс Вівтар/и»
Шері Рене Томас
Баґ — 7-річна дитина, що живе поблизу Фрівіля, міста-примари, де «Новий світанок» слабко контролює ситуацію. Батьки Баґа — брудні комп'ютери, яких викрав Новий Світанок. Граючись у покинутому місті, Баґ та його друзі творять мистецтво зі сміття, створюючи скульптуру, яку Баґ називає ковчегом. Вони знайомляться зі старою жінкою на ім'я Mx. Танджі. Вона називає їхнє творіння вівтарем. Коли кожна дитина сідає на вівтар ковчега, вона переноситься у можливе майбутнє, де дізнається більше про себе, перш ніж повернутися в теперішнє. Дрони «Нового Світанку» прибувають, щоб заарештувати Mx. Танджі, але вона зникає в ковчезі.

## Основні теми
У рецензії для журналу Grimdark Джон Мауро написав, що колекція стосується таких питань, як гомофобія, расизм і фемінізм, оскільки «неофашистський, технократичний режим „Нового Світанку“» націлений саме на членів квір-чорної спільноти.
Колекція уявляє майбутнє, в якому спогади можна контролювати або стерти, досліджуючи теми правди та цензури. У рецензії для The Advocate Джеффрі Мастерс написав, що книга є «пророчою» у світлі поточних подій. Техас нещодавно прийняв закон, що обмежує викладання певних «суперечливих» тем у державних школах, і різні шкільні округи попросили вчителів викладати «обидві сторони» таких звірств, як Голокост. Мастерс вважає, що Моне «звернула увагу» на те, як політики намагалися «стерти нашу пам'ять», і дослідила цю концепцію у своїй роботі. Моне також розповіла про те, як її героїв надихнули опозиція критичній расовій теорії та суперечливому законопроекту проти ЛГБТК у Флориді. Усі головні герої походять із маргіналізованих спільнот, які борються за те, щоб «бути поміченими в ширшій історії нації».
У рецензії для Los Angeles Review of Books Ден Хасслер-Форест написав, що заголовна історія «Бібліотекаря пам'яті» — це «гра на тематичній одержимості Філіпа Діка тривогою щодо надійності спогадів». Крім того, дослідження Монае раси та сексуальності як «маркерів соціальної девіації» є методом дослідження того, як технології зміцнюють існуючі соціальні ієрархії. У той час як такі роботи, як «1984» і «Чорне дзеркало», досліджують стеження в контексті політичної влади, Хасслер-Форест пише, що «Бібліотекар пам'яті» відрізняється тим, що ця технологія «підкреслено расова». Це схоже на теорію Рухи Бенджаміна про «Новий кодекс Джима», у якій технологія стеження використовується для «підсилення суворої поліцейської діяльності як продовження багатовікової расової сегрегації». У рецензії для Wired Мері Ретта написала, що «Бібліотекар пам'яті» досліджує спосіб, у який білі люди контролюють «індивідуальну та колективну пам'ять» чорношкірих американців. Наприклад, поневолені люди, які прибули до Америки, були змушені змінити свої імена, втрачати рідну мову, а їхні сім'ї розривалися.
Історія «Неважливо» (англ. Nevermind) досліджує глибини інклюзії. Незважаючи на свій статус феміністичного колективу, готель «Пінк» все ще стикається з внутрішньою напругою, оскільки цисгендерні члени спільноти обговорюють, чи заслуговують трансгендерні члени на рівні права. Алекс Браун написав, що учасники готелю «Пінк» розділилися на «терфівців і всіх». Браун також писав, що конфлікти в Пінку є відображенням того, як «квір-поліцейські охороняють квірр-громадян».
Рецензія в журналі Lightspeed дослідила, як історії використовують мистецтво як «засіб самовираження та зброю для боротьби з гнобленням». Це «метаконтекстуальний», тому що твір взято як з музичного альбому, так і з фільму.
В рецензії в USA Today написано, що заголовна історія досліджує, як технологія може «посилити шкідливі упередження». Сешет — темношкіра жінка, яка відчуває дискомфорт від власної зовнішності. Її віртуальний помічник Ді відображає євроцентричні норми краси.

## Стиль
«Бібліотекар пам'яті» та «Неймовірно» — це повісті. Решта три твори — оповідання. Кожна з п'яти історій була написана Моне та іншим співавтором чи співавторкою.
Оповідання посилаються на попередню роботу Монае; герої Джейн, Дзен і Че з'являються як у фільмі «Брудний комп'ютер», так і в оповіданні «Нічого страшного». Дія кліпу на «Пінк» відбувається в тому ж готелі, що й історія.
По всій колекції є посилання на творчість Прінса, включно з тим, що одне з його альтер-его називається «Неважливо».

## Фон
Моне була натхненна книгою Реймонда Курцвейла 2005 року «Сингулярність поруч» стосовно концепції злиття людства та машин. Вона також відзначає фільм 1927 року «Метрополіс» за її бачення «мистецтва, яке служить світу».

## Відгуки
Збірка отримала схвальні відгуки критиків. У позначеній зірочкою рецензії Publishers Weekly назвав книгу «нокаутом» і «зворушливою, тріумфальною колекцією». Рецензія визнала, що заголовна історія та «Неважливо» були найбільш вражаючими оповіданнями у збірці, назвавши їх «одами квір-афрофутуризму». У позначеній зірочці рецензії в Library Journal було написано, що книга говорить про науково-фантастичну «традицію тиранії контролю над розумом» і рекомендовано для шанувальників афрофутуристських авторів, таких як Октавія Батлер, Ннеді Окорафор, Нора К. Джемісін і Нало Гопкінсон. Мері Ретта з Wired написала, що Моне є «однією з найвизначніших спадкоємиць [Октавії] Батлер» і похвалила її роботу як ікону афрофутуризму.
Алекс Браун написав, що Моне та її співавторство створили «яскраву, інтуїтивну» книгу, яка досліджує складні питання різноманітності. Kirkus Reviews назвав твір «розумною адаптацією музики до нової форми» і похвалив твір як «емоційно сирий і з щирою любов'ю до людей».
У рецензії для журналу Grimdark Magazine Джон Мауро похвалив «послідовний тон [і] стиль» роботи, незважаючи на велику кількість співавторства, і написав, що голос Моне «яскраво просвічує» всю колекцію. Рецензія від Washington Post похвалила «різноманітні голоси» співавторства, написавши, що різні тони «відтворюють концепцію книги», щоб намалювати ширшу картину «Нового світанку». Рецензія на USA Today дала колекції 3,5 із 4 зірок, написавши, що вона «розширює теми ідентичності та соціальної справедливості» з альбому Моне 2018 року.
У рецензії в Los Angeles Review of Books стверджується, що твір особливо сподобається молодим людям, «позначеним як брудні комп'ютери», пропонуючи «надію на краще завтра». Рецензія Lightspeed Magazine високо оцінила «приховану течію надії», незважаючи на антиутопічний сюжет.
У рецензії для Tor.com Махвеш Мурад високо оцінив інклюзивність і різноманітність персонажів книги, а також різноманітність складних тем, які досліджуються в історіях. Він писав, що залишаються «деякі питання» щодо світобудови щодо «Нового світанку», відзначаючи це як шанс для «подальшого розвитку» міфології. У негативній рецензії на твір Стівен Кірс з New York Times розкритикував «неміцне» оповідання, написавши, що ніколи не зрозуміло, чи «Новий світанок» є «урядом, компанією чи релігійною групою». Рецензія справді похвалила історію Timebox за уникнення «хисткого світобудови» та зосередження на невеликому конфлікті.